# Papiermolentunnel
De Papiermolentunnel is een fiets- en voetgangerstunnel in Groningen.
De tunnel is vernoemd naar de voormalige buurt Papiermolen, die tot halverwege de 20e eeuw op de locatie van de tunnel lag. Aan de zuidkant van de tunnel ligt het openluchtzwembad De Papiermolen. Aan de noordkant ligt de Rivierenbuurt.
De bouw van de tunnel was tegelijkertijd met de bouw van het zuidelijk deel van de Ring Groningen, die duurde van 1962 tot 1971.
Als onderdeel van het project Aanpak Ring Zuid werd in 2014 besloten om de tunnel te vervangen door een fiets- en voetgangersbrug. Na een rechtszaak door buurtbewoners werd dit plan in 2017 herzien door de projectorganisatie. Er werd daarop door Syb van Breda & Co Architects  een nieuwe tweemaal zo lange tunnel ontworpen.  
Op 12 november 2021 sloot de oude tunnel. In 2022 werd de bestaande tunnel gesloopt en in 2023 werd de nieuwe tunnel heropend. Kunstenares Hadassah Emmerich voorzag de tunnel aan beide binnenzijden van zes kleurrijke fantasielandschappen.

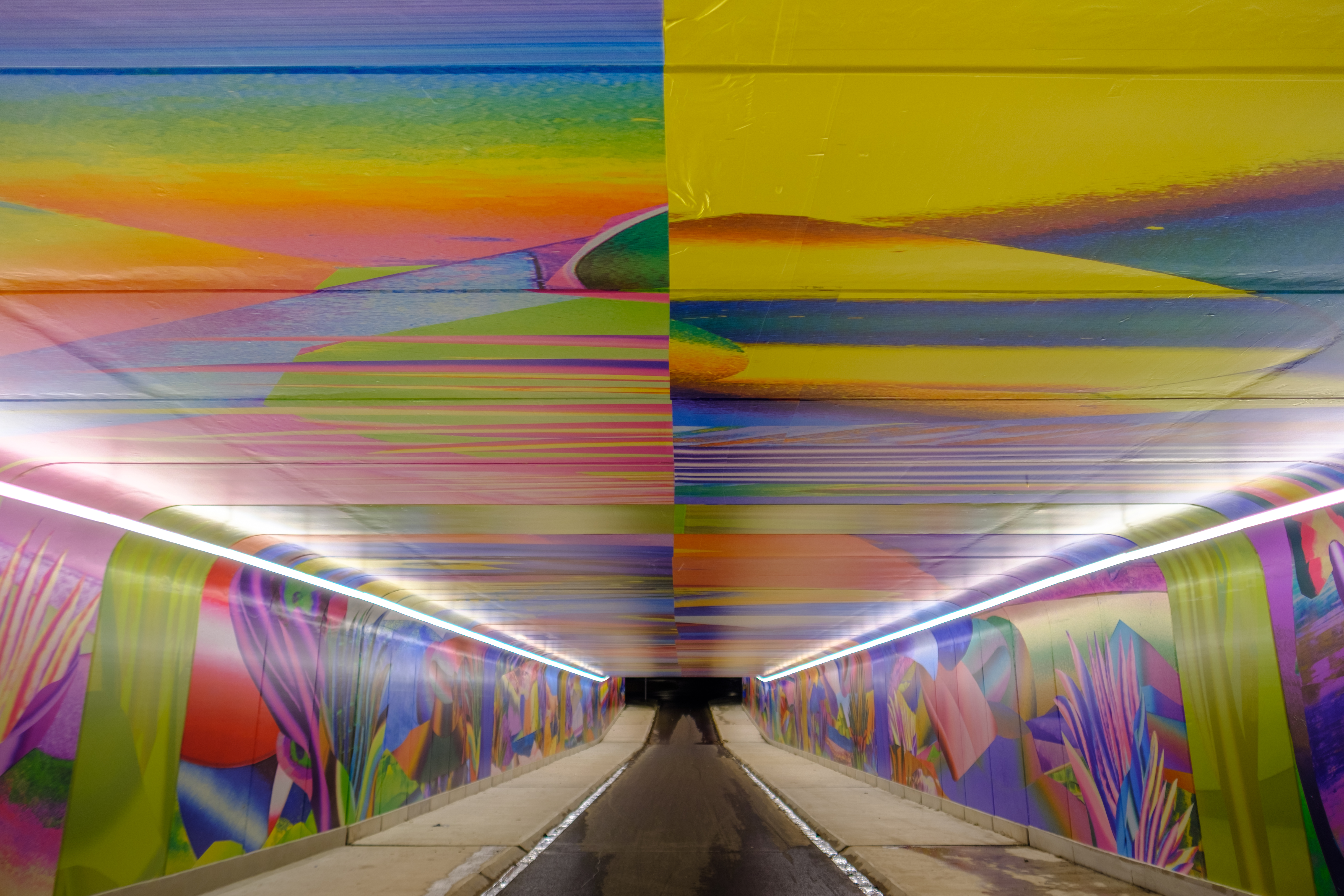
Binnenaanzicht van de nieuwe tunnel met een kunstwerk van Hadassah Emmerich op de wanden en het plafond.
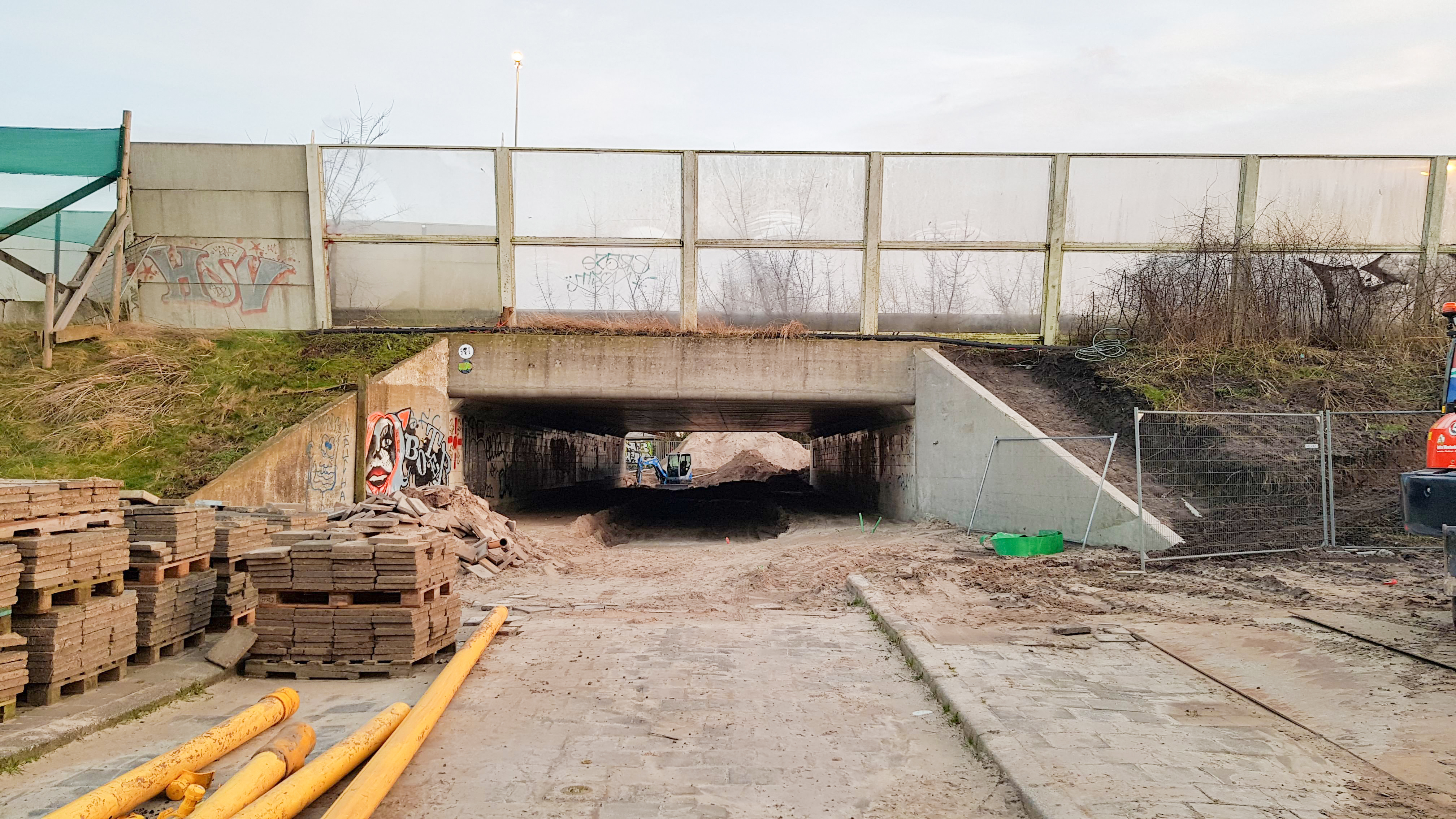
De voormalige tunnel tijdens de sloop (februari 2022)